# Életem NAGY szerelme
Az Életem NAGY szerelme (eredeti cím: Un homme à la hauteur) 2016-ban bemutatott francia–belga romantikus filmvígjáték, amelyet saját és Grégoire Vigneron forgatókönyvéből Laurent Tirard rendezett. A főbb szerepekben Jean Dujardin és Virginie Efira látható.
Franciaországban és Belgiumban 2016. május 4-én, Magyarországon 2016. július 14-én mutatták be a mozikban.

## Cselekmény
Diane gyönyörű nő, aki után mindenki megfordul az utcán. Mindemellett határozott, jó humorú, briliáns ügyvéd. Ráadásul épp most lépett ki boldogtalan házasságából, így készen áll, hogy végre összetalálkozzon élete nagy szerelmével. Amikor az egyik este Alexandre felhívja azzal, hogy megtalálta elveszett mobilját, a beszélgetés nem várt fordulatot vesz, és rögvest megbeszélnek egy randit. Az első találkozás azonban nem igazán úgy sül el, ahogy az a nagy könyvben meg van írva.

## Szereplők
| Szereplő      | Színész            | Magyar hang      |
| ------------- | ------------------ | ---------------- |
| Alexandre     | Jean Dujardin      | Fekete Ernő      |
| Diane Duchêne | Virginie Efira     | Szávai Viktória  |
| Bruno Cassoni | Cédric Kahn        | Debreczeny Csaba |
| Coralie       | Stéphanie Papanian | Bozó Andrea      |
| Benji         | César Domboy       | Jakab Márk       |
| Monique       | Edmonde Franchi    | Horváth Zsuzsa   |
| Nicole        | Manöelle Gaillard  | Kiss Mari        |
| Philippe      | Bruno Gomila       | Hirtling István  |
| Simone        | Christiane Conil   | Nyakó Júlia      |
| Mathilde      | Florence Demay     | Járó Zsuzsa      |
| Christine     | Maria Laborit      | Egri Márta       |